# 보건권
보건권이란 국민이 자신과 가족의 건강을 유지하는데 필요한 국가적 급부와 배려를 요구할 수 있는 권리이다. 1919년 바이마르 헌법에 의해 처음 명문화되었다. 대한민국 건국헌법에서 가족의 건강 조항 내지 국민의 보건권을 규정해 오고 있다. 주체는 자연인인 국민이 주체가 되고 외국인은 원칙적으로 주체가 될 수 없다. 보건권은 국가가 개인의 건강을 침해해서는 안 된다는 소극적 의미와 국민보건을 위해 필요한 정책을 취해야 한다는 적극적 의미가 있다. 보건권도 공공복리를 위해 제한될 수 있다.